# 文曄星
文 曄星（ぶん ようせい、ウェン・イェシン、1983年8月20日 - ）は、日本で活動する中国ナレーター、役者。

## 人物
- 尊敬する声優は神谷明[1]。

## 学歴
- 2013年 - 東京外国語大学日本課程卒業。

## 出演
太字はメインキャラクター

### テレビアニメ
- ピンポン THE ANIMATION（2014年、チャイナ / 孔文革）
- チア男子!!（2016年、陳子軒[2]）

### テレビドラマ
- 月の恋人〜Moon Lovers〜（2010年、フジテレビ） - リポーター 役

### テレビ番組
- テレビで中国語（NHK教育） - 酒井 役

### 映画
- 魔女の宅急便（2014年） - モリオ 役

### CM
- NIKONカメラ
- 積水ハウス
- NTTドコモ 「3秒クッキング　爆速餃子」篇

### その他
- 池袋消防署 見学音声ガイド
- 音声教材 『孫子の兵法』
- YouTubeプロモーションビデオ
- プロモーションビデオ
- 市進教育グループ プロモーションビデオ

## ディスコグラフィ

### キャラクターソング
| 発売日        | 商品名                                    | 歌                                                           | 楽曲               | 備考                             |
| ------------- | ----------------------------------------- | ------------------------------------------------------------ | ------------------ | -------------------------------- |
| 2017年2月24日 | チア男子!! 第6巻特装限定版特典 SPECIAL CD | 鍋島卓哉（木島隆一）、鍋島卓巳（弓原健史）、陳子軒（文曄星） | 「PRICELESS DAYS」 | テレビアニメ『チア男子!!』関連曲 |